# Skåne län
Skåne län  är det sydligaste av Sveriges län. Länets residensstad är Malmö. Länsstyrelsen har kontor både i Malmö och Kristianstad. Kristianstad är huvudort för Region Skåne (tidigare landstinget). Landshövding är sedan 1 oktober 2016 Anneli Hulthén.
Länet är vid val till Sveriges riksdag indelat i fyra valkretsar: Malmö kommuns valkrets, Skåne läns norra och östra valkrets, Skåne läns södra valkrets samt Skåne läns västra valkrets.

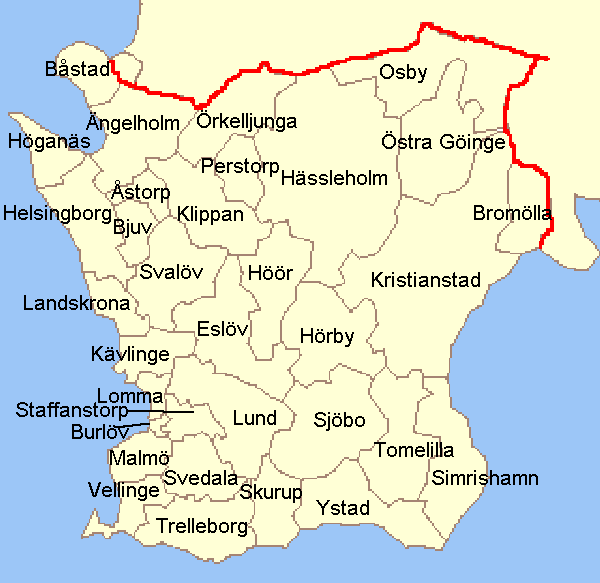
Skånes kommuner.

## Historia
Länet bildades den 1 januari 1997 genom en sammanslagning av Malmöhus län och Kristianstads län, vilka tillkommit 1669 respektive 1719. Region Skåne, tidigare Skåne läns landsting tillkom 1999 genom sammanslagning av de två länens landsting samt sjukvård och annan landstingsanknuten verksamhet i Malmö kommun (som dittills inte ingått i något landsting). Huvudort för Region Skåne är Kristianstad, med lokaler för regionfullmäktige.
|  |  |  |

## Geografi
Länet sammanfaller i allt väsentligt med landskapet Skåne. Undantaget är Östra Karups socken i Båstads kommun som ligger i landskapet Halland.
Skåne län består av 33 kommuner och har cirka 1,4 miljoner invånare (2023), vilket är 13 procent av Sveriges befolkning.

## Styre och politik

### Politik

#### Politik i Regionen

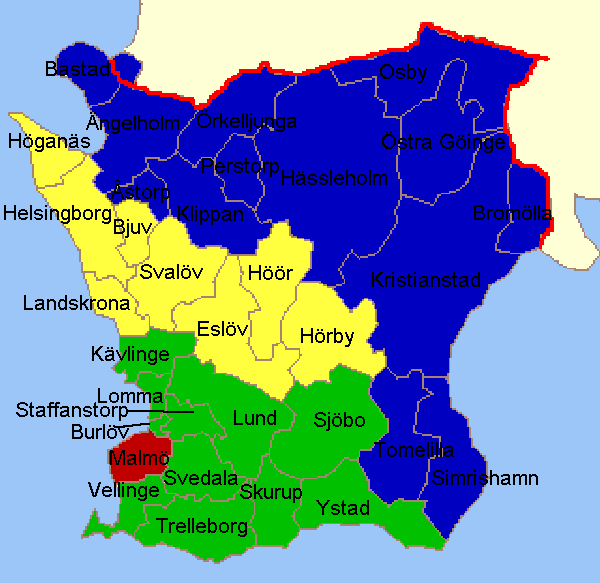
Skåne läns valkretsar vid val till Sveriges riksdag.

Valresultat finns att hämta under Region Skåne.

#### Politiska majoriteter i Skåne län
| - Region Skåne: (s)+(mp) (minoritet) - Bjuv: (s)+(c)+(fp)+(kd) - Bromölla: (s) - Burlöv: (s)+(mp)+(v)+(c) - Båstad: (bp) (minoritet) - Eslöv: (s)+(v)+(mp) (minoritet) - Helsingborg: (m)+(mp)+(fp)+(c)+(kd) - Hässleholm: (m)+(c)+(kd)+(fp)+(fv) - Höganäs: (m)+(fp)+(c)+(kd) - Hörby: (sd)+(m) - Höör: (m)+(fp)+(c)+(kd)+(spi) - Klippan: (m)+(fp)+(c)+(kd) - Kristianstad: (m)+(c)+(fp)+(åå)+(kbf) - Kävlinge: (m)+(c)+(fp)+(kd) (minoritet) - Landskrona: (fp)+(m)+(mp) - Lomma: (m)+(fp) - Lund: (s)+(mp)+(v)+(fi) - Malmö: (s)+(mp)+(v) - Osby: (m)+(fp)+(c)+(kd) (minoritet) - Perstorp: (s)+(v) (minoritet) - Simrishamn: (m)+(fp)+(c)+(kd)+(svp) - Sjöbo: (m)+(c)+(fp) (minoritet) - Skurup: (m)+(fp)+(c)+(kd)+(kv) - Staffanstorp: (m)+(fp)+(kd) (minoritet) - Svalöv: (s)+(m) (sedan 2004) - Svedala: Hoppande majoritet - Tomelilla: (m)+(fp)+(c)+(kd)+(kv) - Trelleborg: (sd)+(m)+(kd)+(l) - Vellinge: (m) - Ystad: (m)+(c)+(fp)+(kd)+(spi) - Åstorp: (s)+(c) - Ängelholm: (s)+(ep)+(mp)+(fp) - Örkelljunga: (m)+(c)+(kd) - Östra Göinge: (m)+(c)+(l)+(kd)+(mp) (minoritet) | - Regionstyrelsens ordf: Henrik Fritzon (s) - Kommunstyrelsens ordf: Anders Månsson (s) - Kommunstyrelsens ordf: Jenny Önnevik (s) - Kommunstyrelsens ordf: Katja Larsson (s) - Kommunstyrelsens ordf: Bo Wendt (bp) - Kommunstyrelsens ordf: Johan Andersson (s) - Kommunstyrelsens ordf: Peter Danielsson (m) - Kommunstyrelsens ordf: Pär Palmgren (m) - Kommunstyrelsens ordf: Anders Hansson (moderat)Anders Hansson (m) - Kommunstyrelsens ordf: Susanne Meijer (s) - Kommunstyrelsens ordf: Anna Palm (m) - Kommunstyrelsens ordf: Bengt Svensson (m) - Kommunstyrelsens ordf: Bengt Gustafson (m) - Kommunstyrelsens ordf: Pia Almström (m) - Kommunstyrelsens ordf: Torkild Strandberg (fp) - Kommunstyrelsens ordf: Thomas Håkansson (m) - Kommunstyrelsens ordf: Anders Almgren (s) - Kommunstyrelsens ordf: Katrin Stjernfeldt Jammeh (s) - Kommunstyrelsens ordf: Anders Petterson (c) - Kommunstyrelsens ordf: Ulrika Thulin (s) - Kommunstyrelsens ordf: Christer Akej (m) - Kommunstyrelsens ordf: Magnus Weberg (m) - Kommunstyrelsens ordf: Niklas Sjöberg (m) - Kommunstyrelsens ordf: Michael Sandin (m) - Kommunstyrelsens ordf: Karl-Erik Kruse (s) - Kommunstyrelsens ordf: Gunilla Nordgren (m) - Kommunstyrelsens ordf: Margith Svensson (m) - Kommunstyrelsens ordf: Ann Kajson Carlqvist (m) - Kommunstyrelsens ordf: Carina Wutzler (m) - Kommunstyrelsens ordf: Kristina Jönsson (m) - Kommunstyrelsens ordf: Jan Nilsson (s) - Kommunstyrelsens ordf: Lars Nyander (s) - Kommunstyrelsens ordf: Carina Zachau (m) - Kommunstyrelsens ordf: Patric Åberg (m) | - Oppositionsråd: Carl-Johan Sonesson (m) - Oppositionsråd: Ninnie Lindell (m) - Oppositionståd: Gudrun Bengtsson (sd) - Oppositionsråd: Lars Johnson (m) - Oppositionsråd: Ingela Stefansson (s) - Oppositionsråd: Annette Linander (c) - Oppositionsråd: Jan Björklund (s) - Oppositionsråd: Lena Wallentheim (s) - Oppositionsråd: Lennart Nilsson (s) - Oppositionsråd: Stefan Borg (sd) - Opposition: (s)+(v)+(mp)+(sd) - Oppositionsråd: Rune Persson (s) - Oppositionsråd: Helene Fritzon (s) - Oppositionsråd: Roland Palmqvist (s) - Oppositionsråd: Niklas Karlsson (s) - Oppositionsråd: Karin Lyberg (s) - Oppositionsråd: Christer Wallin (m) - Oppositionsråd: Anja Sonesson (m) - Oppositionsråd: Erland Nilsson (s) - Opposition: (c)+(m)+(kd)+(fp)+(sd)+(spi) - Oppositionsråd: Karl-Erik Olsson (s) - Oppositionsråd: Bo Nilsson (s) - Oppositionsråd: Lasse Häggquist (s) - Oppositionsråd: Torbjörn Lövendahl (s) - Oppositionsråd: Christer Laurell (c) - Oppositionsråd: Björn Jönsson (s) - Oppositionsråd: Jan-Erik Andersson (s) - Oppositionsråd: Lennart Höckert (s) - Opposition: (s)+(fp)+(kd)+(c)+(spi) - Oppositionsråd: Kent Mårtensson (s) - Oppositionsråd: Gösta Hellman (m) - Oppositionsråd: Robin Holmberg (m) - Oppositionsråd: - Oppositionsråd: Anders Bengtsson (s) |

## Befolkning

### Demografi
Skåne län är Sveriges tionde största till ytan, men det tredje befolkningsrikaste. Befolkningstätheten är 127 invånare/km², jämfört med 25 per km² för hela landet. 90 % av länets över 1,4 miljoner invånare bor i någon av de 247 tätorterna (2016).

#### Kommuner
De tio största kommunerna i Skåne 2022 enligt SCB:
| Nr | Kommun       | Befolkning (31 december 2022) |
| -- | ------------ | ----------------------------- |
| 1  | Malmö        | 357 377                       |
| 2  | Helsingborg  | 150 975                       |
| 3  | Lund         | 128 384                       |
| 4  | Kristianstad | 86 738                        |
| 5  | Hässleholm   | 52 369                        |
| 6  | Landskrona   | 47 004                        |
| 7  | Trelleborg   | 46 649                        |
| 8  | Ängelholm    | 44 268                        |
| 9  | Vellinge     | 37 821                        |
| 10 | Eslöv        | 34 701                        |

Residensstaden är i fet stil.

### Befolkningsutveckling
Befolkningsökningen i länet har varit ökande.
| Befolkningsutvecklingen i Skåne län 2000–2024                      | Befolkningsutvecklingen i Skåne län 2000–2024 | Befolkningsutvecklingen i Skåne län 2000–2024 | Befolkningsutvecklingen i Skåne län 2000–2024 | Befolkningsutvecklingen i Skåne län 2000–2024 |
| ------------------------------------------------------------------ | --------------------------------------------- | --------------------------------------------- | --------------------------------------------- | --------------------------------------------- |
|                                                                    |                                               |                                               |                                               |                                               |
| År                                                                 |                                               |                                               | Invånare                                      |                                               |
| 2000                                                               | 2000                                          |                                               | 1 129 424                                     | 1 129 424                                     |
| 2005                                                               | 2005                                          |                                               | 1 169 464                                     | 1 169 464                                     |
| 2010                                                               | 2010                                          |                                               | 1 243 329                                     | 1 243 329                                     |
| 2015                                                               | 2015                                          |                                               | 1 303 627                                     | 1 303 627                                     |
| 2020                                                               | 2020                                          |                                               | 1 389 336                                     | 1 389 336                                     |
| 2024                                                               | 2024                                          |                                               | 1 428 626                                     | 1 428 626                                     |
| Källa: SCB - Folkmängden efter region, civilstånd, ålder och kön.. |                                               |                                               |                                               |                                               |

## Kultur

### Traditioner

#### Kultursymboler och viktiga personligheter
Länsvapnet 
Blasonering: I rött fält ett avslitet griphuvud, krönt med öppen krona, allt av guld.
I de flesta fall där länet bär landskapets namn och områdena är likartade är vapnen identiska. När ett vapen för Skåne län skulle fastställas 1998 valde man dock att ge detta omvända huvudtinkturer jämfört med Skånes landskapsvapen.